# Edgar Hernández (piłkarz)
Edgar Adolfo Hernández Téllez (ur. 27 sierpnia 1982 w Reynosie) – meksykański piłkarz występujący na pozycji bramkarza, obecnie zawodnik Necaxy.

## Kariera klubowa
Hernández jest wychowankiem klubu Tigres UANL z siedzibą w Monterrey. Początkowo nie potrafił jednak przebić się do pierwszego zespołu i występował w drugoligowych rezerwach zespołu – Tigrillos Saltillo, skąd po roku przeniósł się do innego drugoligowca – ekipy CD Zacatepec, gdzie jako podstawowy golkiper spędził z kolei sześć miesięcy. W styczniu 2004 podpisał umowę ze stołecznym Club América, jednak w drużynie tej pozostawał dopiero trzecim bramkarzem po Guillermo Ochoi i Adolfo Ríosie, wobec czego występował wyłącznie w drugoligowych rezerwach o nazwie Tigrillos Coapa. Po upływie pół roku został zawodnikiem drugoligowej drużyny San Luis FC z miasta San Luis Potosí; tam od razu wywalczył sobie pewne miejsce między słupkami i w jesiennym sezonie Apertura 2004 triumfował ze swoją ekipą w rozgrywkach Primera División A, co na koniec sezonu 2004/2005 zaowocowało awansem klubu do pierwszej ligi.
Latem 2005 Hernández powrócił do swojego macierzystego Tigres UANL, w którego barwach za kadencji szkoleniowca Leonardo Álvareza zadebiutował w meksykańskiej Primera División, 20 sierpnia 2005 w zremisowanym 1:1 spotkaniu z Guadalajarą, kiedy to w 69. minucie zmienił kontuzjowanego Rogelio Rodrígueza. Od razu wygrał z nim rywalizację o miejsce w wyjściowym składzie, zostając podstawowym bramkarzem Tigres. W tej roli w styczniu 2006 triumfował w rozgrywkach kwalifikacyjnych do Copa Libertadores – InterLidze, a ogółem pewną pozycję między słupkami miał przez półtora roku; dopiero później został relegowany do roli rezerwowego na rzecz Cirilo Saucedo. W lipcu 2007 przeniósł się do ekipy Jaguares de Chiapas z siedzibą w Tuxtla Gutiérrez, gdzie początkowo był alternatywą dla Omara Ortiza, następnie przez półtora roku występował w wyjściowym składzie, aby później przegrać rywalizację z Óscarem Pérezem.
W lipcu 2010 Hernández udał się na roczne wypożyczenie do klubu Puebla FC, gdzie jednak był wyłącznie rezerwowym dla Alexandro Álvareza i nie osiągnął większych sukcesów. Po powrocie do Jaguares wywalczył sobie niepodważalne miejsce w składzie i pierwszym golkiperem ekipy pozostawał przez kolejne dwa lata; bezpośrednio po tym wraz z resztą drużyny przeniósł się do zespołu Querétaro FC, który wykupił licencję jego dotychczasowego klubu. Tam przez pierwsze półtora roku również pełnił rolę podstawowego bramkarza, po czym stracił miejsce w bramce na rzecz Tiago Volpiego. W roli rezerwowego wywalczył tytuł wicemistrza kraju w wiosennym sezonie Clausura 2015. Podczas jesiennych rozgrywek Apertura 2016 triumfował natomiast w rozgrywkach pucharu Meksyku – Copa MX.

## Statystyki kariery
| Jaguares B (rez.)  | 2008–2009        | Meksyk           | Ascenso MX       | 1   | 0 | —  | — | —             | —  | — | 1   | 0 |
| Ogółem (rezerwy)   | Ogółem (rezerwy) | Ogółem (rezerwy) | Ogółem (rezerwy) | 1   | 0 | —  | — | —             | —  | — | 1   | 0 |
| Tigrillos Saltillo | 2002–2003        | Meksyk           | Ascenso MX       | 26  | 0 | —  | — | —             | —  | — | 26  | 0 |
| Zacatepec          | 2003–2004        | Meksyk           | Ascenso MX       | 10  | 0 | —  | — | —             | —  | — | 10  | 0 |
| Tigrillos Coapa    | 2003–2004        | Meksyk           | Ascenso MX       | 8   | 0 | —  | — | —             | —  | — | 8   | 0 |
| San Luis           | 2004–2005        | Meksyk           | Ascenso MX       | 26  | 0 | —  | — | —             | —  | — | 26  | 0 |
| UANL               | 2005–2006        | Meksyk           | Liga MX          | 33  | 0 | 2  | 0 | CL            | 6  | 0 | 41  | 0 |
| UANL               | 2006–2007        | Meksyk           | Liga MX          | 11  | 0 | 1  | 0 | —             | —  | — | 12  | 0 |
| Chiapas            | 2007–2008        | Meksyk           | Liga MX          | 20  | 0 | —  | — | —             | —  | — | 20  | 0 |
| Chiapas            | 2008–2009        | Meksyk           | Liga MX          | 25  | 0 | —  | — | —             | —  | — | 25  | 0 |
| Chiapas            | 2009–2010        | Meksyk           | Liga MX          | 4   | 0 | 1  | 0 | —             | —  | — | 5   | 0 |
| Puebla             | 2010–2011        | Meksyk           | Liga MX          | 1   | 0 | —  | — | SL            | 2  | 0 | 3   | 0 |
| Chiapas            | 2011–2012        | Meksyk           | Liga MX          | 38  | 0 | —  | — | —             | —  | — | 38  | 0 |
| Chiapas            | 2012–2013        | Meksyk           | Liga MX          | 30  | 0 | 4  | 0 | —             | —  | — | 34  | 0 |
| Querétaro          | 2013–2014        | Meksyk           | Liga MX          | 34  | 0 | 1  | 0 | —             | —  | — | 35  | 0 |
| Querétaro          | 2014–2015        | Meksyk           | Liga MX          | 15  | 0 | 5  | 0 | —             | —  | — | 20  | 0 |
| Querétaro          | 2015–2016        | Meksyk           | Liga MX          | 1   | 0 | —  | — | LMC           | 4  | 0 | 5   | 0 |
| Querétaro          | 2016–2017        | Meksyk           | Liga MX          | 0   | 0 | —  | — | —             | —  | — | 0   | 0 |
| Ogółem             | Ogółem           | Ogółem           | Ogółem           | 287 | 0 | 14 | 0 | CL + SL + LMC | 12 | 0 | 313 | 0 |

- CL – Copa Libertadores
- SL – SuperLiga
- LMC – Liga Mistrzów CONCACAF